# 白净 (传播学家)
白净（1967年—），南京大学教授，研究方向为传媒法规与伦理、数据可视化、新闻采写实务等。出版《中国内地与香港媒体诽谤问题比较研究》、《从一支笔到十八般武艺--融媒时代新闻传播实务教学探索》等著作，获得中国新闻技术工作者联合会优秀新闻科技论文一等奖等奖项。

## 生平
毕业于中国人民大学新闻系，香港大学新闻硕士，中国传媒大学传播学博士；
毕业后曾在中国国务院新闻办公室、新华社香港分社、香港文汇报工作；
2007年在汕头大学工作，后任教授；
2017年8月起南京大学担任教授，任南京大学国家级传媒实验教学示范中心主任。  